# 弁当男子
弁当男子（べんとうだんし）とは、自分で弁当を作って会社に持って行く男性のこと。より広義に「自分で弁当を作る男性」とする見解もある。
弁当男子が話題になりだしたのは、2008年12月の初旬で、最近の景気の影響もあり、オフィスに手製の弁当を持参する人が増えている。「エコ」・「健康」・「節約」が弁当持参のキーワードでもある。